# Lolin
Lolin (ukr. Лолин) – wieś na Ukrainie, w  obwodzie iwanofrankiwskim, w rejonie dolińskim.